# Tensegrità
Tensegrità è un termine coniato dall'ingegnere Richard Buckminster Fuller per indicare un insieme di «tensione» e «integrità» (o coesione). Si tratta di una proprietà attribuita agli oggetti i cui componenti usano trazione e compressione in modo combinato, al fine di fornire loro stabilità e resistenza.

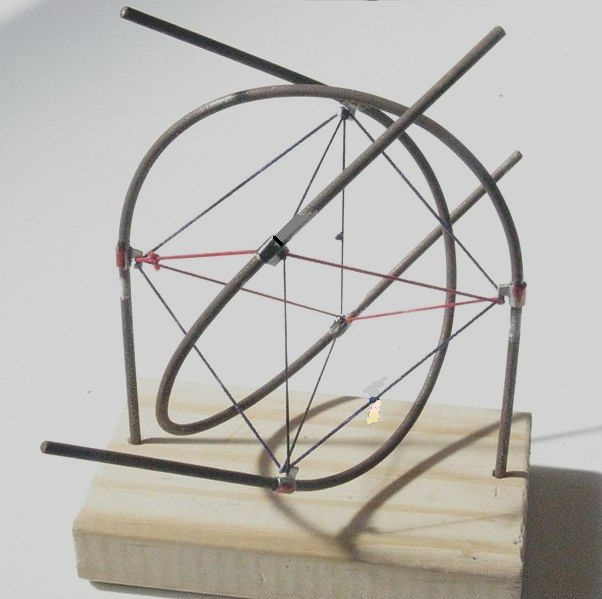
Tensegrità costruita con tre barre, in questo caso tre archi isolati; le dodici corde formano un ottaedro.

## Caratteristiche
La paternità di questa struttura è attribuita, oltre che a Fuller in ambito architettonico, anche all'artista Kenneth Snelson, entrambi ideatori di costruzioni stabili le cui aste non si toccano, ma sono collegate tra loro solo da elementi di tensione, ad esempio corde.
Anche nel mondo naturale, tuttavia, si possono riscontrare esempi di tensegrità negli animali, o in altre strutture biologiche, che devono gran parte della loro resistenza alla trazione e alla compressione delle loro parti costitutive, in particolare quando muscoli e ossa lavorano contemporaneamente per rafforzarsi a vicenda. Questo tipo di resistenza, riconosciuta persino a livello di cellule, potrebbe rivelarsi un nuovo modo di spiegare le forme biologiche dei sistemi viventi.
Per questo il chirurgo ortopedico Stephen M. Levin ha coniato il termine biotensegrità.

## Altri significati
Il termine tensegrità è stato utilizzato anche in ambito antropologico, mutuato dallo scrittore Carlos Castaneda per indicare i «passi magici» degli sciamani del centro America, che accompagnati talora dall'assunzione di sostanze psicotrope, permettono loro di entrare in contatto con alcuni spiriti e di viaggiare nel tempo e nello spazio.
Lo scrittore non si riferisce ad una situazione statica, ma ad una serie di posture e movimenti, simili al dinamismo di una danza, che consistono nella risultante di due forze apparentemente contrarie come l'autocontrollo e l'abbandono. Scopo della tensegrità rituale è svuotare la mente per fermarne il dialogo interiore.
(Don Juan, in Carlos Castaneda, Tensegrità, pag. 10, Milano, BUR, 1997)
Talvolta gli sciamani, specialmente quelli africani, non utilizzano alcuna danza rituale propiziatoria, affidandosi unicamente al potere delle erbe, specialmente per effettuare guarigioni.
In questo caso è chi si rivolge allo sciamano ad assumere la sostanza; il paziente resta, durante il «viaggio dell'anima», vegliato dai suoi parenti e dallo sciamano stesso, che vigila sul corpo affinché non si smarrisca o non incontri spiriti malvagi.